# 恋のブンバガバン
「恋のブンバガバン」(こいのぶんばがばん、原題:Boom Bang-a-Bang)はスコットランド人の歌手ルルが録音した楽曲。この曲はアラン・ムーアハウスとピーター・ウォーンによって書き上げられた。マドリードで開催されたユーロビジョン・ソング・コンテスト1969ではスペイン代表、オランダ代表、フランス代表と並びイギリス代表として4か国合同で優勝した。
歌詞は恋人に抱きしめてほしいと嘆願する内容から始まり、「あなたのそばにいると私の心はブンバガバンする」と音楽に合わせて歌う。このシングルは全英シングルチャートで第2位を記録し、ヨーロッパ中で有名なヒットになった。
発売から20年ほど経ってから、楽曲は湾岸戦争下においてBBCが定めたブラックリストに入った。
「恋のブンバガバン」はユーロビジョン・ソング・コンテストの50年を祝った1時間番組のタイトルにも採用された。同年のユーロビジョン・ウィークに放映されたこの番組はテリー・ウーガンがホストを務め、貴重なアーカイブ映像や過去の大会のハイライトとともに同年のイギリス代表ダズ・サンプソンのパフォーマンスも放映された。
この曲は2010年のBBC Threeのシットコム『ヒム・アンド・ハー』のテーマソングにも採用された。

## チャート記録
| チャート (1969)                                           | 最高 位 |
| --------------------------------------------------------- | ------- |
| オーストラリア (ケント・ミュージック・レポート)           | 15      |
| オーストリア (エードライ・オーストリア・トップ40)         | 10      |
| ベルギー (ウルトラトップ)                                 | 4       |
| デンマーク (トラックリステン)                             | 9       |
| フィンランド (スオメン・ヴィラリネン・リスタ)             | 10      |
| アイルランド (アイルランド・レコード音楽協会)             | 1       |
| オランダ (ネーダラントス・トップ40)                       | 19      |
| オランダ (シングル・トップ100 (オランダ))                 | 19      |
| ニュージーランド (ニュージーランド・レコード産業協会)     | 5       |
| ノルウェイ (ヴェーゲー・リスタ)                           | 1       |
| スペイン (プロムシカエ)                                   | 5       |
| スイス (シュヴァイツァー・ヒットパラーデ)                 | 3       |
| 全英シングルチャート (オフィシャル・チャート・カンパニー) | 2       |
| 西ドイツ (ミュージックマート)                             | 8       |